# Natriumdiphosphat
Natriumdiphosphat oder auch Natriumpyrophosphat ist ein farbloses Natriumsalz der Diphosphorsäure. Es gehört zu den Diphosphaten und hat die Summenformel Na4P2O7. Der Name Diphosphat wird gelegentlich anstelle von Tetranatriumdiphosphat verwendet. Diphosphate sind auch Teile organischer Verbindungen wie zum Beispiel des Adenosindiphosphats. Als Lebensmittelzusatzstoff wird Tetranatriumdiphosphat als E 450c bezeichnet.

## Darstellung
Das Pyrophosphat kann durch mehrstündiges Erhitzen von Dinatriumhydrogenphosphat auf 500 °C erhalten werden:
{\displaystyle {\ce {2 Na2HPO4 -> Na4P2O7 + H2O}}}

## Verwendung
In Wasch- und Geschirrspülmittel und Zahnpasta als Emulgator von Fetten und Ölen und Wasserenthärter, in Backpulvern, bei der Käsezubereitung.
Es wird außerdem verwendet, um Wasserstoffperoxid zu stabilisieren.
Der Einsatz in der Fleischindustrie ist vielfältig. Als sogenanntes Kutterhilfsmittel wird es zur Erhöhung des Wasserbindevermögens eingesetzt, beispielsweise bei Brühwürsten.
Das Decahydrat findet Verwendung als Dispersionsmittel für eine Schlämmanalyse nach DIN EN ISO 17892-4.